# Italiens Grand Prix 1996
Italiens Grand Prix 1996 var det fjortonde av 16 lopp ingående i formel 1-VM 1996.

## Resultat
1. Michael Schumacher, Ferrari, 10 poäng
2. Jean Alesi, Benetton-Renault, 6
3. Mika Häkkinen, McLaren-Mercedes, 4
4. Martin Brundle, Jordan-Peugeot, 3
5. Rubens Barrichello, Jordan-Peugeot, 2
6. Pedro Diniz, Ligier-Mugen Honda, 1
7. Jacques Villeneuve, Williams-Renault
8. Jos Verstappen, Footwork-Hart
9. Johnny Herbert, Sauber-Ford (varv 51, motor)
10. Ukyo Katayama, Tyrrell-Yamaha

### Förare som bröt loppet
- Ricardo Rosset, Footwork-Hart (varv 36, snurrade av)
- Eddie Irvine, Ferrari (23, snurrade av)
- Pedro Lamy, Minardi-Ford (12, motor)
- Mika Salo, Tyrrell-Yamaha (9, motor)
- Heinz-Harald Frentzen, Sauber-Ford (7, snurrade av)
- Damon Hill, Williams-Renault (5, snurrade av)
- Giovanni Lavaggi, Minardi-Ford (5, motor)
- Gerhard Berger, Benetton-Renault (4, hydraulik)
- Olivier Panis, Ligier-Mugen Honda (2, snurrade av)
- David Coulthard, McLaren-Mercedes (1, snurrade av)

## VM-ställning
| Förarmästerskapet 1. Damon Hill, Williams-Renault, 81 2. Jacques Villeneuve, Williams-Renault, 68 3. Michael Schumacher, Ferrari, 49 | Konstruktörsmästerskapet 1. Williams-Renault, 149 2. Benetton-Renault, 61 3. Ferrari, 58 |